# Alshat
Alshat eller Ny Capricorni (ν Capricorni, förkortat Ny Cap, ν Cap) som är stjärnans Bayerbeteckning, är en dubbelstjärna belägen i den mellersta delen av stjärnbilden Stenbocken. Den har en skenbar magnitud på 4,76 och är synlig för blotta ögat där ljusföroreningar ej förekommer. Baserat på parallaxmätning inom Hipparcosuppdraget på ca 12,9 mas, beräknas den befinna sig på ett avstånd av ca 253 ljusår (ca 78 parsek) från solen. Då den är belägen nära ekliptikan är den föremål för ockultationer från månen.

## Nomenklatur
Ny Capricorni har det traditionella namnet Alshat, som kommer från det arabiska الشاة aš-šā [t], vilket betyder fåret som skulle slaktas av den intilliggande Dabih.

## Egenskaper
Primärstjärnan i Ashat är en blåvit underjättestjärna eller stjärna i huvudserien av spektralklass B9 IV alternativt B9.5 V. Den har en massa som är ca 2,4 gånger större än solens massa och utsänder från dess fotosfär ca 87 gånger mera energi än solen vid en effektiv temperatur på ca 10 460 K.
Följeslagaren Ny Capricorni B är en stjärna av magnitud 11,8 separerad med 54,1 bågsekunder från primärstjärnan.